# Jacques Cressard
Jacques Cressard est un homme politique français, né le 21 avril 1935 à Rennes (Ille-et-Vilaine), mort le 7 mars 2015 à Saint-Grégoire et inhumé au cimetière de Saint-Briac-sur-Mer.
Il a été membre du Rassemblement pour la République après avoir été membre de l'Union des démocrates pour la République. Il a laissé son nom à une loi protégeant le statut des journalistes pigistes.

## Biographie
Son père était journaliste à Ouest-France, correspondant en Bretagne du Monde et responsable du Syndicat national des journalistes pour l'Ouest de la France.
Avant et après sa carrière politique, il a été professeur d'histoire-géographie au collège Anne-de-Bretagne de Rennes.

### Carrière politique

#### Député
- 30/06/1968 - 01/04/1973 : député de la première circonscription d'Ille-et-Vilaine
- 02/04/1973 - 02/04/1978 : député de la première circonscription d'Ille-et-Vilaine
- 03/04/1978 - 22/05/1981 : député de la première circonscription d'Ille-et-Vilaine

Il se présente sous l'étiquette UDR aux élections législatives de 1968, consécutives à la dissolution de l'Assemblée nationale décidée par Charles de Gaulle pour mettre un terme à la crise de mai 1968. Porté par la « vague bleue » qui conduira 293 députés gaullistes à l'Assemblée nationale, il est élu dans la première circonscription d'Ille-et-Vilaine en battant le maire centriste de Rennes, Henri Fréville. 
Il est réélu en 1973 et en 1978, en battant le socialiste Edmond Hervé. Il perdra son siège lors des élections législatives de 1981 face à Edmond Hervé, devenu maire de Rennes en 1977 et ministre du gouvernement de Pierre Mauroy en 1981.
Au cours de ses trois mandats, il siège sur les bancs du groupe gaulliste, d'abord au sein du groupe UDR, puis à la suite de la création de ce parti en 1976, au sein du groupe RPR. Il était spécialiste des sujets de défense, étant d'ailleurs rapporteur du budget de la défense. 
Au cours de son premier mandat, il se distingue en prenant position en faveur de l'abolition de la peine de mort lors de la séance du 5 novembre 1969 à l'occasion de la discussion budgétaire du ministère de la justice,.  

#### La loi Cressard
Mais c'est surtout au cours de la Ve législature qu'il marque la vie législative en étant à l'origine de la loi du 4 juillet 1974, dite « loi Cressard », qui permet aux journalistes pigistes de bénéficier du statut des journalistes professionnels et des indemnités en cas de maladie, maternité, chômage, retraite ou licenciement. 
Jacques Cressard avait déposé le 26 avril 1972 une proposition de loi tendant à compléter le livre I du Code du travail par un article 29 en vue de faire bénéficier les « journalistes pigistes » des dispositions prévues par la loi du 29 mars 1935 relative au statut professionnel des journalistes.
Cette disposition est unique en Europe. La loi soutenue par les députés Georges Fillioud et Jack Ralite a été adopté à l'unanimité par les députés.

#### Mandats locaux
Il est en parallèle conseiller municipal de Rennes, conseiller général d'Ille-et-Vilaine de 1973 à 1988 (Canton de Rennes-Nord). Il est vice-président du Conseil Général d'Ille et Vilaine de 1982 à 1988.

## Distinctions et hommages
Il est nommé par la poétesse Jeanne Bluteau dans le poème En parlant de Lamennais, dans le recueil Petite Navigation celtique, publié en 1979. 
Chevalier de la Légion d'Honneur (1996) 
En juin 2024, la maire de Rennes a dénommé une voie "Passage Jacques Cressard", dans le quartier Fréville. 